# Pożary na Syberii (2015)
Pożary na Syberii (2015) – trwająca od 12 do 19 kwietnia 2015 roku seria niekontrolowanych pożarów, jakie objęły znaczne obszary południowej Syberii w Rosji. W Republice Chakasji 29 osób zginęło, a około 6000 zostało bez dachu nad głową. W położonym bardziej na wschód Kraju Zabajkalskim, w pobliżu miasta Czyta śmierć poniosły 4 osoby. Informowano także o zniszczeniach na obszarach Mongolii Wewnętrznej w Chinach.

## Pożary
Seria niekontrolowanych pożarów zaczęła się w niedzielę rano, 12 kwietnia w Chakasji, gdzie celowo podłożony – dla wypalania traw i ściernisk – ogień, w porywach silnego wiatru, wyrwał się spod kontroli. Ciepłe, suche powietrze sprzyjało rozprzestrzenianiu się ognia, który wkrótce objął pobliskie lasy; przy dziennych temperaturach sięgających 25 °C płomienie strzelały na wysokość od trzech do dziesięciu metrów. Rosyjska telewizja podała, że pożary widać było z kosmosu, co odnotowały zdjęcia satelitarne. O godz. 13 czasu lokalnego (15:00 GMT), ogłoszono stan alarmowy. Ministerstwo Obrony Cywilnej, Katastrof i Klęsk Żywiołowych skierowało do akcji samoloty i helikoptery, ale zdusić pożary udało się dopiero około godz. 6 następnego dnia.
Niezależnie, w dniach 13-14 kwietnia, zaobserwowano 86 nowych ognisk pożarów w Kraju Zabajkalskim. Ogień doszedł do Czyty, stolicy regionu, zagrażając podpaleniem składu amunicji. Widzialność w mieście spadła do 200-300 m. Świadkowie określali sytuację jako „apokaliptyczną”: Czyta tonęła w dymie przez kilka dni. W walce z pożarami brało udział około 1850 strażaków, wojskowych i cywilnych ochotników. Według informacji „z Kremla” Władimir Putin osobiście zajął się koordynowaniem likwidacji zagrożeń. 15 kwietnia zameldowano, że pożary zostały ugaszone, ale meldunki były nieścisłe: ogień płonął jeszcze 16 kwietnia.
Chińskie media informowały, że pożar przekroczył granicę i wyrządził szkody w Mongolii Wewnętrznej. Rosyjska niezależna telewizja „Kanał ICTV” zarzucała mediom swego kraju celowe przemilczanie tragedii Chakasji, Buriacji i Zabajkala.

## Rezultaty
W Chakasji pożary zabiły co najmniej 29 osób, z tym że trzy ciała odnaleziono dopiero 16 kwietnia. Około 900 innych doznało ran i obrażeń. 77 osób hospitalizowano, z czego cztery pozostawały 14 kwietnia w stanie krytycznym. Spłonęło lub zostało uszkodzonych około 1300 budynków w 34 wioskach, a blisko 6000 osób zostało bez dachu nad głową. Najbardziej ucierpiała wieś Szyra, gdzie spłonęło do gruntu 420 budynków. Według danych z 16 kwietnia około 800 mieszkańców Chakasji przebywało w szpitalach lub schroniskach dla pogorzelców. Straty w pogłowiu zwierząt obliczano na 5000 krów i owiec, przy czym istnieje możliwość, że większość padła z głodu, bowiem zabrakło trawy do jedzenia. Pożary zniszczyły ponad 10 000 km² łąk, pól i lasów. Władze Chakasji ogłosiły 14 kwietnia dniem żałoby. Po ugaszeniu pożarów uaktywnili się „złomiarze” wydobywający ze zgliszcz wszelkie obiekty metalowe.
W Kraju Zabajkalskim zginęły cztery osoby. Około dwadzieścia odniosło obrażenia, ale tylko jedną trzeba było hospitalizować. W 19 wioskach spłonęło lub uszkodzonych zostało ponad 150 budynków, pozbawiając dachu nad głową ponad 800 osób. Dewastacji uległo około 107 000 hektarów ziemi.
W Mongolii Wewnętrznej uszkodzonych zostało 85 budynków, a wraz z nimi sprzęt rolniczy i pojazdy. Straty obliczano na 3,2 miliona USD.
Ministerstwo Zasobów Naturalnych i Ekologii obwiniało lokalne władze o zaniedbanie postępowania według zaleceń ministerstwa w sprawie zapobiegania pożarom. Aleksiej Jaroszenko, ekspert Greenpeace ds. lasów, domagał się pociągnięcia do odpowiedzialności ministra obrony cywilnej Władimira Puczkowa i premiera Chakasji Wiktora Zimina. Wiceminister obrony cywilnej Aleksandr Czuprijan obwiniał z kolei obywateli: „Nie byłoby pożaru gdyby ktoś nie bawił się zapałkami”. Władze lokalne były też tego zdania. W związku z pożarami wytoczono co najmniej pięć oskarżeń o podpalenia.
Według doniesień ukraińskiego kanału telewizyjnego „Majdan Fakty” 19 kwietnia pożary trwały nadal obejmując siedem regionów Syberii, przede wszystkim w republikach Ałtaju, Tuwy, Buriacji i Kraju Krasnojarskiego.